# セントルイス駅 (バンコク)
セントルイス駅（セントルイスえき、タイ語:สถานีเซนต์หลุยส์）は、タイ王国のバンコク都バーンラック区にある、バンコク・スカイトレイン（BTS）シーロム線の駅である。駅番号は「S4」。
スカイトレイン開業時より予定駅として準備されていたが2021年2月8日に開業した。開業前の駅名はスックサーウィッタヤー駅とされたが、セントルイス駅に決定した。

## 駅構造
- 相対式ホーム2面2線を有する高架駅。

### 駅階層
| 3階          |                                                              |                        |
| 相対式ホーム |                                                              |                        |
| 3番線・下り  | サパーンタークシン、ウォンウィアン・ヤイ、バーンワー方面     |                        |
| 4番線・上り  | チョーンノンシー、サラデーン・サナームキラーヘンチャート方面 |                        |
| 相対式ホーム |                                                              |                        |
| 2階          | コンコース                                                   | 自動券売機、自動改札口 |
| 1階          | 出入口                                                       | サートンヌア通り       |

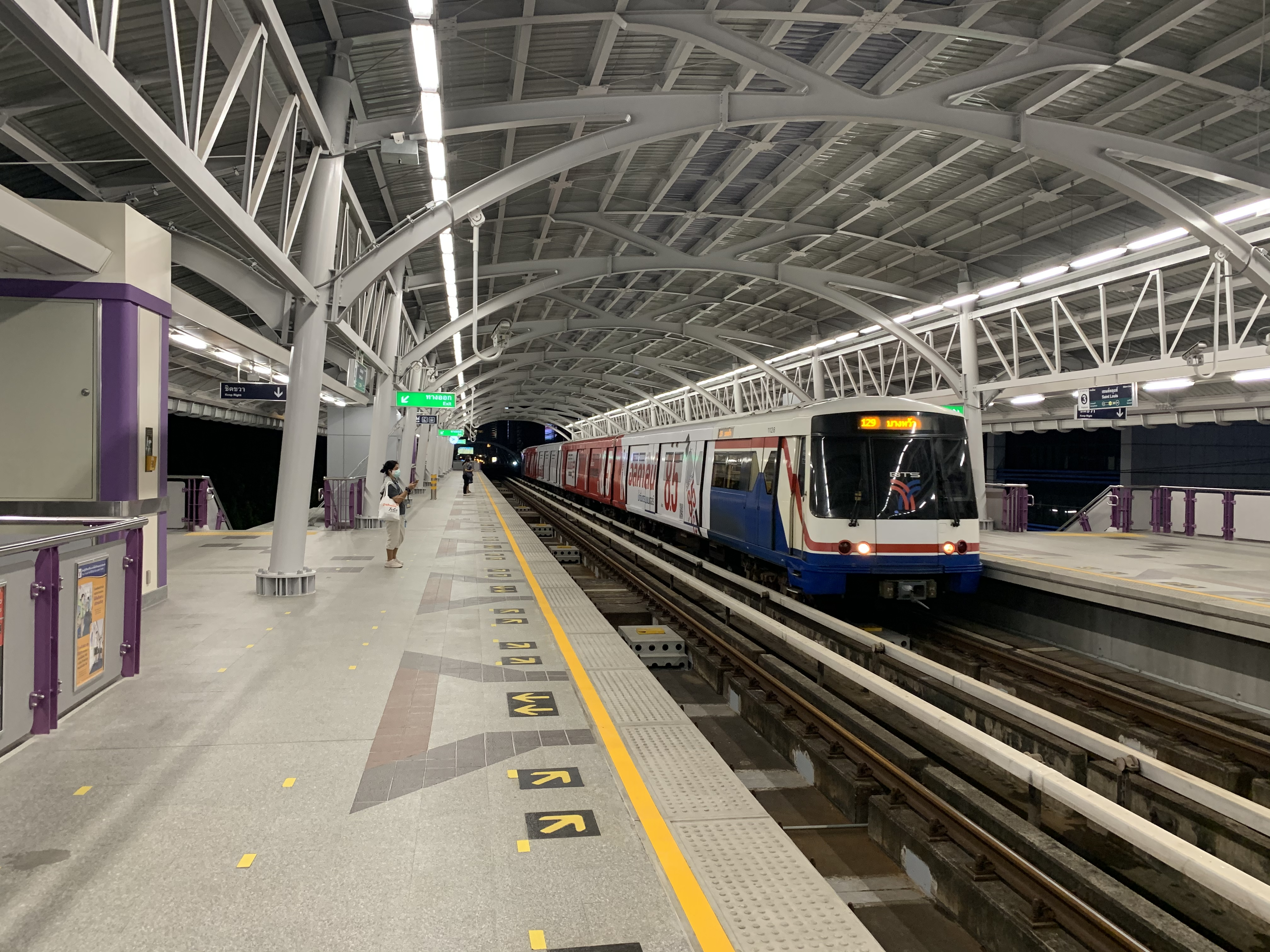
プラットホーム
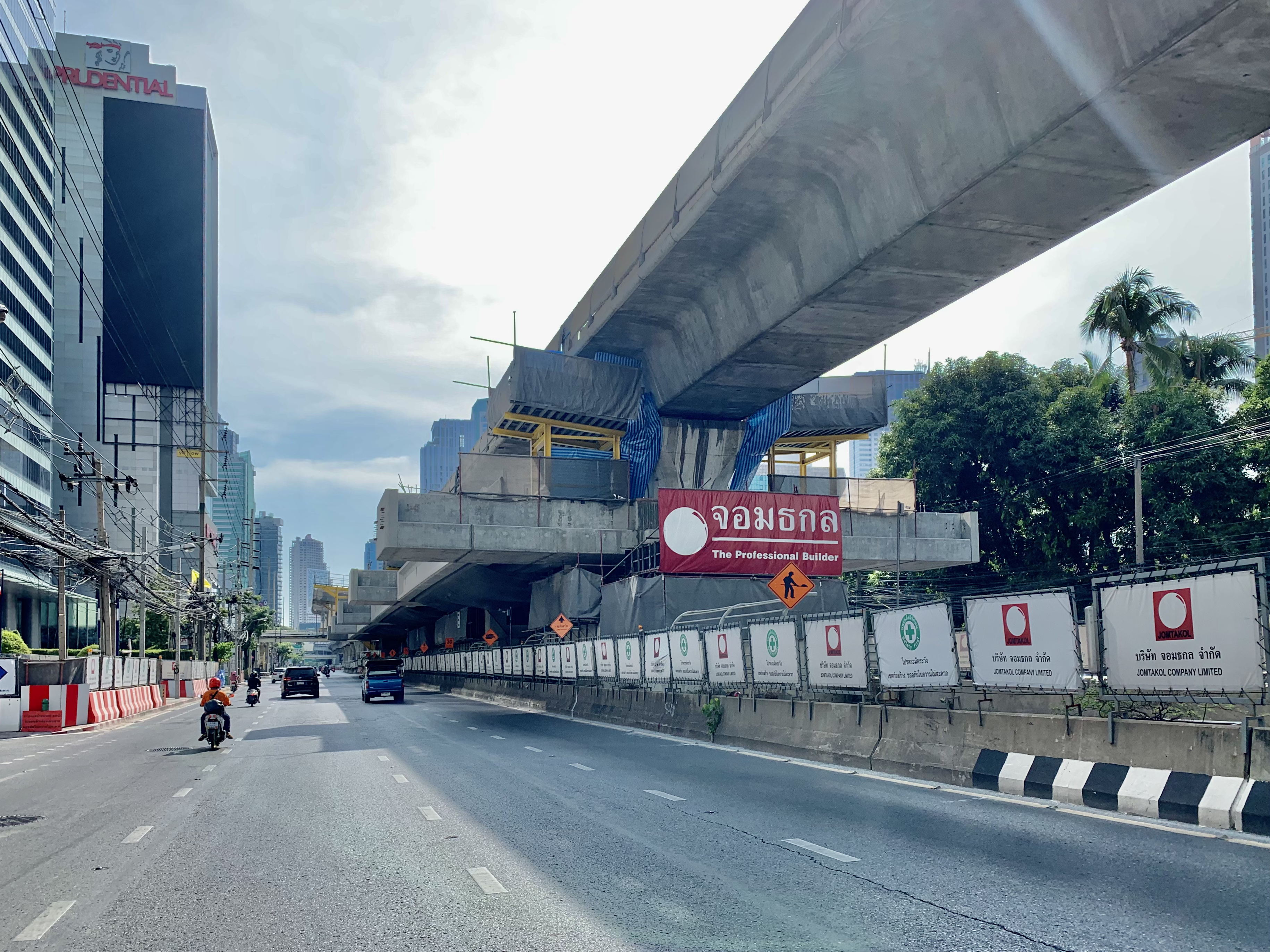
建設中のセントルイス駅 2020年5月8日

## 駅周辺
駅の東側、徒歩圏内にバンコクBRTのサートーン駅がある（最寄りは隣のチョーンノンシー駅）。
- イギリス大使館
- ミャンマー大使館
- セントルイス病院